# Дяченко Олександр Григорович
Олександр Григорович Дяченко (нар. 20 листопада 1949, Хорошки або Костівка Полтавської області УРСР) — український російський археолог, науковець, викладач, професор, дослідник черняхівських, слов'янських і давньоруських пам'ятників в басейнах Ворскли і Сіверського Дінця.

## Біографія
У 1971 році закінчив історичний факультет Харківського університету. У 1971—1973 роках служив у радянській армії, потім працював секретарем комітету ВЛКСМ Харківського технічного училища зв'язку № 2 (1973—1974), інструктором відділу комсомольських організацій Харківського міськкому ВЛКСМ (1974—1975), викладачем Харківського університету (1975—1982). У складі університетської археологічної експедиції 1975 року виявив чотири стародавні поселення біля села Баранове.
У 1983 році під керівництвом Б. А. Шрамко захистив у Московському університеті кандидатську дисертацію «Слов'янські пам'ятники VIII — середини XIII ст. в басейні Сіверського Дінця», після чого був запрошений на посаду старшого викладача в Бєлгородський педагогічний інститут. У 1984—1990 роках обіймав посаду доцента кафедри історії СРСР і проректора заочного навчання, керував Слов'яно-російською археологічною експедицією. У 1990 році висував свою кандидатуру на посаду ректора інституту.
З 1990 року викладав у Харківському державному інституті культури, де очолював кафедру загальної історії та музеології (1996—1997). У 1991—1993 роках був директором Харківського Міжрегіонального центру охорони пам'яток історії та культури, а також науково-виробничого центру «Аркона» протягом 1994—1996 років. Входив до складу бюро Центрально-Чорноземної секції Наукової ради РАН з історичної демографії та історичної географії (1991—1994), працював на посаді вченого секретаря Харківської обласної координаційної ради з проблем давньої історії та археології України (1992—1994). У 1997—1999 роках-заступник директора з наукової роботи Бєлгородського історико-краєзнавчого музею та завідувач археологічним відділом. З 1999 року-доцент, професор, завідувач секцією гуманітарних та соціально-економічних дисциплін Інженерно-економічного інституту при Бєлгородському технологічному університеті, за сумісництвом — доцент кафедри українознавства Бєлгородського державного університету.
Брав участь в археологічних дослідженнях поселень I тис. н. е. (Війтенки, Занки) і давньоруського часу (Донець, Хотмизьк, Гайдари, Кропивне), а також масштабні розвідувальні обстеження Бєлгородський і Ізюмської оборонних ліній XVII століття.

## Основні праці
- Міхеєв В. К., Д’яченко О. Г. Дослідження ранньосередньовічного поселення поблизу с. Суха Гомольша / відп. ред. Є. В. Максимов // Археологічні дослідження на України в 1969 р. — Київ : Наукова думка, 1972. — С. 275—280. Архівовано з джерела 4 лютого 2017.
- Поселення черняхівської культури на Харківщині / відп. ред. І. І. Артеменко // Археологія. — Київ : Наукова думка, 1975. — Вип. 17. — С. 86—93. Архівовано з джерела 21 грудня 2018.
- Исследования на Харьковщине / отв. ред. Б. А. Рыбаков // Археологические открытия 1975 года. — М : Наука, 1976. — С. 322—323.
- Работы Славянского отряда / отв. ред. Б. А. Рыбаков // Археологические открытия 1976 года. — М : Наука, 1977. — С. 291—292.
- Исследования славянских памятников в бассейне Северского Донца / отв. ред. Б. А. Рыбаков // Археологические открытия 1977 года. — М : Наука, 1978. — С. 322—323.
- Технология изготовления предметов из Цепляевского клада раннеславянского времени / отв. ред. В. Ф. Генинг // Использование методов естественных наук в археологии. — К : Наукова думка, 1978. — С. 27—35.
- Берестнев С. И., Буйнов Ю. В., Дьяченко А. Г., Шрамко Б. А. Работы новостроечной экспедиции Харьковского университета / отв. ред. Б. А. Рыбаков // Археологические открытия 1978 года. — М : Наука, 1979. — С. 302—303.
- Новые исследования Донецкого городища / отв. ред. Б. А. Рыбаков // Археологические открытия 1978 года. — М : Наука, 1979. — С. 329—330.
- Пам’ятки черняхівської культури в басейні Сіверського Дінця / відп. ред. І. І. Артеменко // Археологія. — Київ : Наукова думка, 1980. — Вип. 35. — С. 66—74. Архівовано з джерела 30 листопада 2023.
- Гопак В. Д., Дьяченко А. Г. Техника изготовления клинков древнерусских мечей бассейна Северского Донца // Советская археология. — 1984. — № 4. — С. 252—255.
- Раскопки селища Занки / отв. ред. В. П. Шилов // Археологические открытия 1986 года. — М : Наука, 1988. — С. 275—276.
- Древний Хотмыжск. — Белгород : Везелица, 1996. — 16 с.
- Дьяченко А. Г., Михеев В. К. Древнерусский археологический комплекс XII—XIII вв. у с. Гайдары (Змеев курган) / гл. ред. В. К. Михеев // Хазарский альманах. — Киев—Харьков—Москва, 2004. — Т. 2. — С. 145—160. Архівовано з джерела 6 травня 2023.
- Городище Крапивное — город-крепость на юго-восточном пограничье Руси / гол. ред. П. П. Толочко // Матеріальна та духовна культура Південної Русі. — Чернігів : Чернігівський національний педагогічний університет імені Т. Г. Шевченка, 2012. — С. 102—105. Архівовано з джерела 17 листопада 2022.
- Д’яченко О. Г., Задніков С. А. Деякі городища скіфського часу в верхів'ях р. Ворскла / відп. ред. І. І. Корост // Археологічні дослідження Більсьского городища — 2014. — Київ—Котельва : ЦП НАН України і УТОПІК, 2015. — С. 129—137.
- Древнерусский город Хотмысль в верховьях Ворсклы (вторая половина XII — середина XIII вв.) / відп. ред. О. Б. Супруненко // Феномен Більського городища — 2016. — Київ—Полтава : Центр пам'яткознавства НАН України і УТОПІК, 2016. — С. 188—199.
- Внешнеполитический фактор и проблема основания Белгорода на Северском Донце (к истории русско-крымских отношений во второй половине XVI в.) / сост. И. Г. Бурцев // Город Средневековья и раннего Нового времени VI: археология, история. — Тула : Государственный музей-заповедник «Куликово поле», 2018. — С. 226—230.
- Дьяченко А., Лимаров А., Погорелов Ю. Материалы к археологии юго-западного фланга Белгородской черты середины XVII века / ред. С. Скорий, С. Задніков // Ранній залізний вік Східної Європи: збірник статей на пошану Ірини Шрамко. — Харків—Котельва : ХНУ імені В. Н. Каразіна; ІКЗ «Більськ», 2021. — С. 324—339.

## Примітка
1. ↑  https://vk.com/wall-221968954_664
2. 1 2  Мезенцева, 1997, с. 140.
3. ↑  Историческому факультету БелГУ 30 лет, 2007, с. 52.
4. 1 2 3 4  Біобібліографічний словник, 2012, с. 96.
5. ↑  Лисенко І. Валківська енциклопедія. — Київ : Рада, 2006. — Т. 2. — С. 57. Архівовано з джерела 9 листопада 2021
6. ↑  Историческому факультету БелГУ 30 лет, 2007, с. 8, 52.
7. ↑  Историческому факультету БелГУ 30 лет, 2007, с. 51—52.
8. ↑  Тонков Е. В. Педагогические были: мемуары. — Белгород : ИД «Белгород» НИУ «БелГУ», 2014. — С. 242.
9. ↑  Біобібліографічний словник, 2012, с. 96—97.